# Linie 1629 Route
De Linie 1629 Route is een lusvormige fietsroute van 49 km in de Nederlandse provincie Noord-Brabant rond de stad 's-Hertogenbosch. De toeristische fietsroute maakt een lus door het gebied waar het Beleg van 's-Hertogenbosch plaats vond. De route is bewegwijzerd met kleine rechthoekige bordjes. Er kan overal gestart worden. In de wijk Maaspoort ('s-Hertogenbosch) kan worden aangesloten op de EuroVelo EV19 Maasroute en de LF Maasroute.

## Tracé
Na de wijk Maaspoort van 's-Hertogenbosch gaat de route (met de klok mee bezien) door de stad naar Rosmalen. De route loopt met een boog rond de stad. Langs de route staan 17 informatieborden rondom de Zuidwaterlinie. Hier werd Linie 1629 in geïntegreerd.
De gehele route voert langs Sporen van het Beleg van 's-Hertogenbosch.
De route komt ook voorbij voormalig fort Crèvecoeur aan de Maas alvorens terug te keren naar de wijk Maaspoort.

## Aansluitingen op andere fietsroutes
- In de wijk Maaspoort ('s-Hertogenbosch) kan nabij de Maas worden aangesloten op de LF Maasroute (onderdeel van de EuroVelo EV19 Maasroute.